# Calyptrocalyx elegans
Calyptrocalyx elegans es una especie de palmera originaria de Papúa Nueva Guinea y las cercanas Islas Molucas.

## Taxonomía
Calyptrocalyx elegans fue descrita por Odoardo Beccari y publicado en Die Flora von Kaiser Wilhelms Land 16. 1889.
Etimología
Calyptrocalyx: nombre genérico compuesto que deriva a partir de dos palabras griegas que significan «cubierto» y «cáliz».
Sinonimia
- Calyptrocalyx bifurcatus Becc.
- Calyptrocalyx moszkowskianus Becc.
- Calyptrocalyx schultzianus Becc.[3]